# 巨泉の発明ジャパンカップ
『巨泉の発明ジャパンカップ』（きょせんのはつめいジャパンカップ）は、1984年4月8日から1989年12月31日までTBSで特別番組として放送されていた、クイズ番組形式の発明コンクール番組である。全9回。

## 概要
一般人が作った発明品をスタジオで披露し、それが何の発明品なのかをクイズにしていた番組。司会は毎回大橋巨泉が務めていた。
解答者は、男女それぞれのチームに分かれてクイズに挑戦。最初に行っていたのは早押しクイズで、解答がどれだけ正解に近いのかに応じて柔道のように「一本」「技あり」「有効」と判定していた。また、得点は司会の巨泉が決めていた。最後のクイズではチームメイト全員で相談し、統一した答えを出していた。審査員は、番組が紹介した発明品の中から最優秀の「ジャパンカップ賞」、「ユーモア賞」、「ロマン賞」などを選出した。

## 放送リスト
| 回    | 放送日時                             | ゲスト出演者                                           | 備考                                     |
| ----- | ------------------------------------ | ------------------------------------------------------ | ---------------------------------------- |
| 第1回 | 1984年4月8日0（日曜） 19:30 - 20:54  | 森光子、堺正章、中原理恵、佐野洋、黒鉄ヒロシ           |                                          |
| 第2回 | 1984年10月14日（日曜） 19:30 - 20:54 | 森光子、堺正章、中原理恵、佐野洋、黒鉄ヒロシ           |                                          |
| 第3回 | 1985年4月14日0（日曜） 19:00 - 20:54 | 明石家さんま、黒鉄ヒロシ、佐野洋ほか                   | 『GOGOサンデー』枠で放送                 |
| 第4回 | 1985年11月3日0（日曜） 19:00 - 20:54 | 筑紫哲也、秋野暢子、黒鉄ヒロシ、松居直美、明石家さんま | 固有枠名消失後の『GOGOサンデー』枠で放送 |
| 第5回 | 1986年12月31日（水曜） 15:00 - 16:30 | 手塚治虫、三浦友和、片岡鶴太郎                         |                                          |
| 第6回 | 1987年12月27日（日曜） 14:00 - 15:30 | 黒柳徹子、田淵幸一、東山紀之、国生さゆり               |                                          |
| 第7回 | 1988年12月25日（日曜） 15:30 - 17:00 | 片岡鶴太郎、東山紀之ほか                               |                                          |
| 第8回 | 1989年12月23日（土曜） 12:00 - 13:30 | 北野大、片岡鶴太郎、江川卓、本木雅弘、楠田枝里子       |                                          |
| 第9回 | 1989年12月31日（日曜）               | 北野大、片岡鶴太郎、江川卓、本木雅弘、楠田枝里子       |                                          |